# 秦怀公
秦懷公（？—前425年），嬴姓，战国时期秦国君主。秦厉共公之子，秦躁公之弟，在位4年。

## 生平

### 继位
前429年，秦躁公去世，秦国国内重臣拥立在晋国的秦厉共公之子、秦躁公之弟秦怀公回国继位。同年，秦怀公之子秦简公出生。

### 去世
前425年，庶長鼂联合大臣围攻秦怀公，怀公自杀，葬于栎圉氏。由于太子秦昭子早死，大臣们迎立秦昭子之子、秦怀公之孙秦灵公继位。